# Leonora Airport
Leonora Airport är en flygplats i Australien. Den ligger i kommunen Leonora och delstaten Western Australia, omkring 620 kilometer nordost om delstatshuvudstaden Perth.
Trakten runt Leonora Airport är nära nog obefolkad, med mindre än två invånare per kvadratkilometer.. Närmaste större samhälle är Leonora, nära Leonora Airport. 
Omgivningarna runt Leonora Airport är i huvudsak ett öppet busklandskap. Genomsnittlig årsnederbörd är 382 millimeter. Den regnigaste månaden är januari, med i genomsnitt 98 mm nederbörd, och den torraste är augusti, med 4 mm nederbörd.